# 손니노
손니노(이탈리아어: Sonnino)는 이탈리아 라치오주 라티나도에 위치한 코무네다.

## 자매 도시
- 프랑스 에이지엥
- 슬로베니아 카날오브소치